# Pasiphila plinthina
Pasiphila plinthina är en fjärilsart som beskrevs av Edward Meyrick 1888b. Pasiphila plinthina ingår i släktet Pasiphila och familjen mätare. Inga underarter finns listade i Catalogue of Life.